# Flynt
Flynt, pseudonimo di Julien Vuidard (Parigi, 1977), è un rapper francese.

## Discografia

### Album
- 2007 – J'éclaire ma ville
- 2012 – Itinéraire bis
- 2018 – Ça va bien s'passer

### Mixtape
- 2013 – Rétrographie

### EP
- 2004 – Fidèle à son contexte
- 2005 – Comme sur un playground
- 2007 – 1 pour la plume